# Шипуватий веслоніг
Шипуватий веслоніг (Nyctixalus) — рід земноводних підродини Rhacophorinae з родини Веслоногі. Має 3 види. Інша назва «індонезійська деревна жаба».

## Опис
Загальна довжина представників цього роду коливається від 2,5 до 4,5 см. Спостерігається статевий диморфізм: самиці більші за самців. Голова дещо витягнута, невелика. Око із горизонтальною зіницею. Тулуб невеликий, у деяких представників — сплощений. Шкіра має численні горбики (у різних видів вони розташовані по-своєму) або шипиками. звідси й походить назва цього роду. Кінцівки тонкі та довгі, без плавальних перетинок, проте із присосками. Пальці стирчать у боки. Забарвлення буре, світло-коричневе, червоне або помаранчеве. Можуть бути присутні на спині світлі плямочки або цятки.

## Спосіб життя
Полюбляють тропічні та субтропічні ліси, рівнини із рясною рослинністю. Зустрічаються на висоті до 1600 м над рівнем моря. Активні у присмерку. Живляться дрібними безхребетними.
Це яйцекладні амфібії.

## Розповсюдження
Мешкають у Південно-Східній Азії.

## Види
- Nyctixalus margaritifer
- Nyctixalus pictus
- Nyctixalus spinosus